# Unterhegenau
Unterhegenau ist ein Gemeindeteil des Marktes Colmberg im Landkreis Ansbach (Mittelfranken, Bayern). Unterhegenau liegt in der Gemarkung Binzwangen.

## Geografie
Der Weiler liegt am Furtgraben, einem linken Zufluss der Altmühl. 0,5 km nordwestlich liegt das Lange Strichfeld, 1,25 km nordwestlich der Sauberg (484 m ü. NHN), 0,5 km südwestlich der Rehbühl (452 m ü. NHN), 0,75 km südlich im Heiligenholz der Eichelberg.
Die Kreisstraße AN 2 führt nach Obersulzbach (1,5 km östlich) bzw. nach Oberhegenau zur Staatsstraße 2245 (1,5 km westlich). Eine Gemeindeverbindungsstraße führt nach Unterfelden (2,3 km südwestlich).

## Geschichte
Im 16-Punkte-Bericht des brandenburg-ansbachischen Oberamts Colmberg aus dem Jahr 1608 wurden für Unterhegenau fünf Mannschaften verzeichnet, die alle das Kastenamt Colmberg als Grundherrn hatten. Das Hochgericht übte das Vogtamt Colmberg aus. Im 16-Punkte-Bericht des Oberamts Colmberg aus dem Jahr 1681 waren die grundherrschaftlichen Verhältnisse für Unterhegenau unverändert. Jedoch übte das brandenburg-bayreuthische Schultheißenamt Markt Bergel über einen Hof das Hochgericht aus.
Gegen Ende des 18. Jahrhunderts gab es in Unterhegnau 6 Anwesen (3 Höfe, 2 Halbhöfe, 1 Gut). Das Hochgericht übte nun das Schultheißenamt Markt Bergel über den ganzen Ort aus. Die Dorf- und Gemeindeherrschaft hatte das Vogtamt Colmberg inne. Alle Anwesen hatten das Kastenamt Colmberg als Grundherrn. Neben den Anwesen gab es noch kommunale Gebäude (Hirtenhaus, Brechhaus).
Von 1797 bis 1808 unterstand der Ort dem Justizamt Leutershausen und Kammeramt Colmberg.
Im Rahmen des Gemeindeedikts wurde Unterhegenau dem 1808 gebildeten Steuerdistrikt Binzwangen und der 1810 gegründeten Ruralgemeinde Binzwangen zugeordnet. 1836 beantragten die Bewohner von Unterhegenau die Umgemeindung nach Obersulzbach. Dies wurde genehmigt unter der Auflage, die dabei entstehenden Kosten von 250 fl. zu tragen. Daraufhin wurde der Antrag zurückgezogen. Am 1. Mai 1978 wurde Unterhegenau im Zuge der Gebietsreform in Bayern nach Colmberg eingemeindet.

## Einwohnerentwicklung
| Jahr      | 001818 | 001840 | 001861 | 001871 | 001885 | 001900 | 001925 | 001950 | 001961 | 001970 | 001987 | 002007 | 002020 |
| Einwohner | 34     | 55     | 61     | 57     | 67     | 64     | 66     | 50     | 37     | 38     | 25     | 44     | 38     |
| Häuser    | 11     | 8      |        |        | 12     | 12     | 10     | 9      | 9      |        | 9      |        |        |
| Quelle    | [ 13 ] | [ 14 ] | [ 15 ] | [ 16 ] | [ 17 ] | [ 18 ] | [ 19 ] | [ 20 ] | [ 21 ] | [ 22 ] | [ 23 ] | [ 24 ] | [ 1 ]  |

## Religion
Der Ort ist seit der Reformation evangelisch-lutherisch geprägt und bis heute nach St. Maria (Obersulzbach) gepfarrt. Die Einwohner römisch-katholischer Konfession sind nach St. Johannis (Rothenburg ob der Tauber) gepfarrt.